# Педерсен, Мадс (велогонщик)
Мадс Педерсен (дат. Mads Pedersen; род. 18 декабря 1995, Дания) — датский профессиональный шоссейный велогонщик, выступающий за команду мирового тура «Trek-Segafredo». Чемпион мира 2019 года и чемпион Дании 2017 года в групповой гонке.

## Достижения
2013
Париж — Рубе U19
2-й  Чемпионат мира — групповая гонка U19
2014
Эшборн — Франкфурт U23
3-й Чемпионат Дании — индивидуальная гонка U23
2015
2-й этап на Тур де л’Авенир
ЗЛМ Тур
2-й в генеральной классификации
2-й (TTT) и 3-й этапы
2016
Тур Норвегии
1-й в горной классификации
3-й этап
Тур Фюна
Гент — Вевельгем U23
2017
 Чемпионат Дании — групповая гонка
Тур Дании
1-й в генеральной классификации
1-й в очковой классификации
1-й в молодёжной классификации
3-й этап
Тур Пуату — Шаранты
1-й в генеральной классификации
1-й в очковой классификации
1-й в молодёжной классификации
4-й (ITT) этап
2018
Тур де Еврометрополь
Тур Фюна
4-й (ITT) этап на Тур Дании
2-й этап на Хералд Сан Тур
2-й на Тур Фландрии
5-й на Дварс дор Фландерен
2019
 Чемпионат мира — групповая гонка
2020
Гент — Вевельгем
2021
Кюрне — Брюссель — Кюрне
2024
Гент — Вевельгем
2025
Гент — Вевельгем

## Статистика выступлений

### Гранд-туры
| Гонка           | 2017 | 2018 | 2019 |
| --------------- | ---- | ---- | ---- |
| Джиро д'Италия  | 138  | 140  | —    |
| Тур де Франс    | —    | —    | —    |
| Вуэльта Испании | —    | —    | —    |

| —  | Не участвовал  |
| НФ | Не финишировал |